# Бейтлер, Вильгельм Готлиб Фридрих
Вильгельм Готлиб Фридрих Бейтлер (нем. Wilhelm Gottlieb Friedrich Beitler; 1745—1811) — доктор права, профессор математики; почётный член Петербургской академии наук.

## Биография
Родился в Рейтлингене в 1745 году.
После общего образования, с 1763 года слушал лекции по правоведению и математике в Тюбингенском университете. Получив в 1767 году степень доктора права, он занялся адвокатурой при вюртембергском гофгерихте; вскоре отправился в Польшу по приглашению графини Скаржевской, которую обучал математике и астрономии. В 1773 году вернулся в Германию, в Вюртенберг.
В 1774 году по рекомендации Зульцера получил место профессора математики в митавской Academia Petrina; был проректором академии (1777—1778, 1785—1786, 1795—1797). В 1778 году был назначен астрономом при обсерватории в Митаве; 26 октября 1795 года был избран почётным членом Петербургской Академии наук. В 1803 году, в награду за 30-летнюю службу, получил чин надворного советника, в 1807 году — золотую табакерку с портретом Александра I.
Его наблюдения за спутниками Юпитера позже использовались, в частности, Жеромом Лаландом.
Написал: Nova analysis aequationum cubicarum (1778) и Von den Planeten unseres Sonnensystems (1811).
Умер 12 сентября 1811 года в Митаве.
Был женат дважды. От первого брака — сын Карл Фердинанд (1778—1837), от второго — Август Вильгельм Людвиг (1784—1848).